# بوردر
بوردر (به فرانسوی: Bordères) یک کمون در فرانسه است که در canton of Vallées de l'Ousse et du Lagoin واقع شده‌است. بوردر ۴٫۵۸ کیلومتر مربع مساحت دارد ۲۴۹ متر بالاتر از سطح دریا واقع شده‌است.